# Euxoa afghanica
Euxoa afghanica är en fjärilsart som beskrevs av Charles Boursin 1964. Euxoa afghanica ingår i släktet Euxoa och familjen nattflyn. Inga underarter finns listade i Catalogue of Life.